# Enrico Barone
Pour les articles homonymes, voir Barone.
Enrico Barone né à Naples le 22 décembre 1859 dans le royaume des Deux-Siciles et mort à Rome le 14 mai 1924 est un soldat, historien, militaire et économiste italien.

## Biographie
En économie, il a été le premier à trouver les conditions dans lesquelles un équilibre concurrentiel était efficace au sens de Pareto.
Franc-maçon, il fut initié le 17 novembre 1905  dans la loge Giovanni Bovio de Rome, appartenant au Grand Orient d'Italie. 